# Picassent
Picassent è un comune spagnolo di 16 333 abitanti situato nella comunità autonoma Valenciana.